# 德賴布倫嫩巴赫河

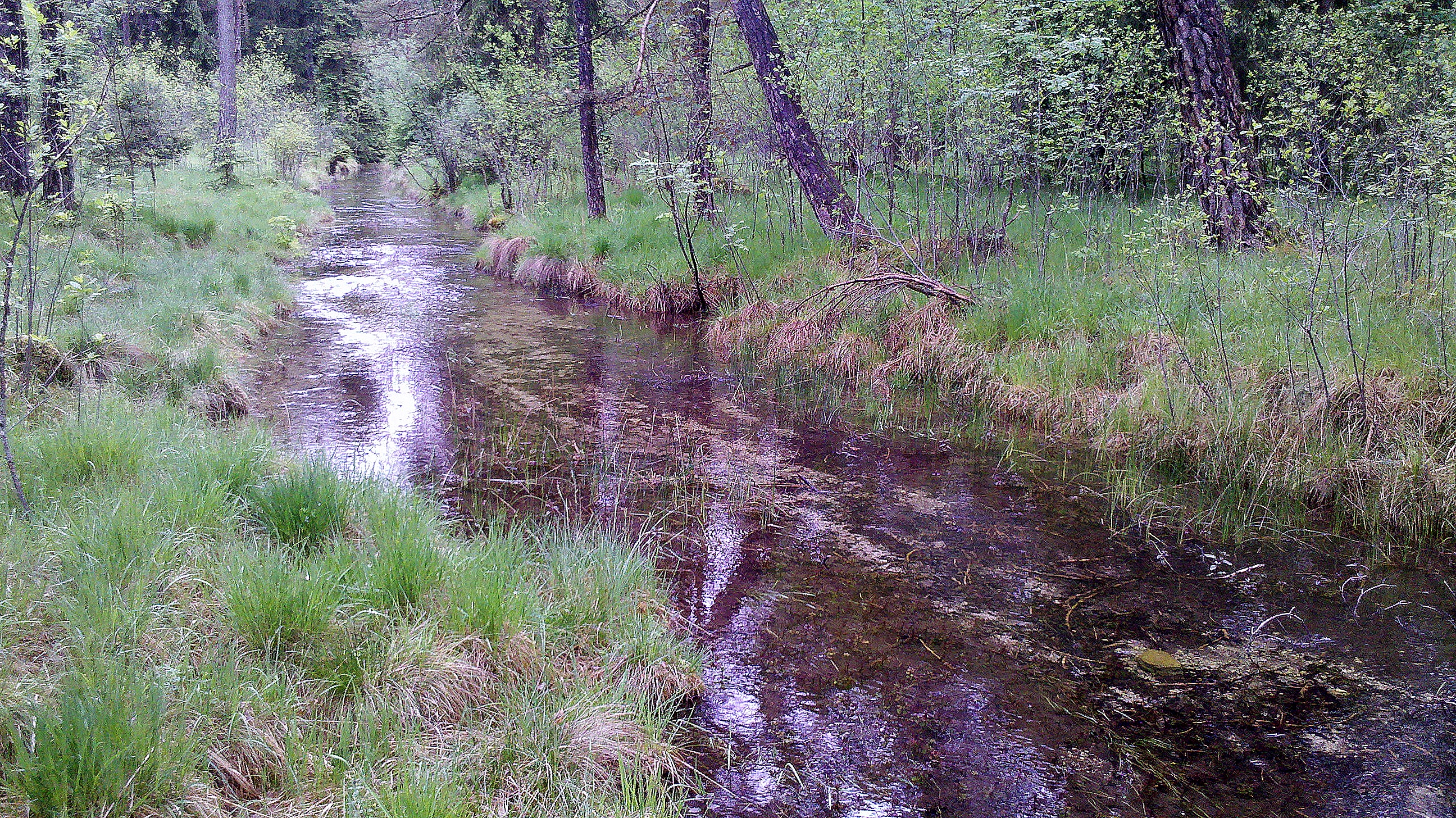

47°57′14″N 11°28′04″E / 47.95402°N 11.46772°E
德賴布倫嫩巴赫河（德語：Dreibrunnenbach），是德國的河流，位於該國東南部，由巴伐利亞負責管轄，與羅特巴赫河匯流成為奧米爾巴赫河，河道全長1.8公里。